# سامی واتانن
سامی واتانن (انگلیسی: Sami Vatanen؛ زادهٔ ۳ ژوئن ۱۹۹۱) بازیکن هاکی روی یخ اهل فنلاند است.
از باشگاه‌هایی که در آن بازی کرده‌است می‌توان به آناهایم داکس اشاره کرد.